# Mamiko Noto
Pour les articles homonymes, voir Noto.
Mamiko Noto (能登 麻美子, Noto Mamiko) est une seiyū née le 6 février 1980 à Kanazawa dans la préfecture d'Ishikawa au Japon.
Sa voix douce, aiguë et légèrement feutrée lui font souvent jouer des rôles de fille soit totalement extravertie, très joyeuse et dynamique soit des filles plus renfermé, plus timide.

## Génériques notables
- Ending Karinui de La Fille des enfers
- Ending Aizome de Jigoku Shôjo Futakomori
- Ending Ichinuke de Jigoku Shôjo Mitsuganae
- Opening et ending de Kyō no go no ni
- Opening et ending de Mahō sensei Negima
- Opening et ending de Negima!?
- Deuxième ending Futari wa Wasurechau de School rumble ni gakki
- Opening d' Ichigo Mashimaro

## Rôles notables
- Ah! My Goddess : Sayoko Mishima
- akb0048 : Kojima Haruna 8th
- akb0048 next stage : Kojima Haruna 8th
- Angelic Layer : Asuka Kitamura (Episode 4 & 6)
- Ashita no Nadja : Alex (Episode 1, 2, 11)
- Akame Ga Kill! : Sheele
- Arknights : Reed
- B Gata H Kei : Kazuki Kosuda
- Bleu indigo : Aizawa Chizuru (saison 2)
- Clannad : Ichinose Kotomi
- Comic party : Rena Tsuchitani
- Elfen Lied : Yuka
- Fairy Tail : Mavis Vermillion
- Fate/EXTRA : Altera, Scathach
- Fate/Grand Order : Altera, Scathach, Asagami Fujino, Altera The San(ta), Scathach=Skadi, Brynhildr
- Fire Emblem Heroes : Henriette
- Freezing : Satellizer El Bridget
- Fullmetal panic! : Shinji Kazama
- Galaxy Angel (en) : (Kuromie Quark)
- Gangsta : (Alex Benedetto)
- Gate Keepers 21 : Ghost Girl
- Girls Bravo : Yukinari Sasaki
- Girls' Frontline (en) : UMP9
- Granblue Fantasy : Lennah
- La Fille des enfers : Enma Aï
- Hit wo nerae (Smash Hit) : Mitsuki Ikuta
- Hunter x Hunter : Karuto Zoldik (2011)
- Ichigo 100% (2004, 2005) : Aya Tōjō
- Ichigo Mashimaro : Ana Coppola
- Inuyasha : Rin
- Inuyasha dernier acte : Rin
- JoJo's Bizarre Adventure: Diamond is Unbreakable : Yukako Yamagishi
- Kämpfer : Chissoku Norainu
- Kanokon : Kouta Oyamada
- Keroro-gunsō : Angol Moa
- Kimi ni todoke : Sawako Kuronuma
- Kita e ~diamond dust drops~ : Kyōko Asahina
- Kyō no go no ni : Kazumi Aihara
- Loveless : professeur Hitomi Shinonome
- Negima! : Nodoka Miyazaki
- Mai-HiME : Yukino Kikukawa
- Mai-Otome : Yukino Chrysant
- Mamoru-kun ni Megami no Shukufuku wo ! : Shione Sudo
- Maria-sama ga miteru : Shimako Toudou
- Matantei Loki Ragnarok : Belldandy
- Monster : Nina
- Mobile Suit Gundam: The Witch from Mercury : Elnora Samaya
- Narue no sekai (Narue's world) : Narue Nanase
- Naruto : Katsuyu (invocation de Tsunade)
- Narutaru : Akira Sakura
- Negima!? : Nodoka Miyazaki
- Nodame Cantabile : Sakura Saku
- Nogizaka Haruka No Himitsu : Haruka Nogizaka
- Odin Sphere : Mercedes
- Paranoia Agent : Tsukiko Sagi
- PaRappa the Rapper : Rosa Paddle (Episode 7)
- Pokémon Diamant et Perle : Françoise Joëlle(nom provisoire)(Episode 28)
- Pokémon Générations : Sara
- Queen's Blade: Rurō no Senshi : Tomoe
- Re:Zero kara hajimeru isekai seikatsu : Elsa Granhiert
- Rozen Maiden : Suigintou (drama CD)
- School rumble : Yakumo Tsukamoto
- Shakugan no Shana : Hekate
- Shakugan no Shana II : Fumina Konoe et Hekate
- Shijou Saikyo no deshi kenichi : Shigure Kohsaka
- Sola : Shiho Matsuri
- To Love-ru : Oshizu
- Tokyo Godfathers : Kiyoko
- ViVid Strike! : Einhard Stratos
- Witchblade (2006) : Masane Amaha
- X 1999  : Kotori Monō
- Yami to boushi to hon no tabibito : Hazuki Azuma
- Zero no tsukaima ～ Futatsuki no kishi ～ : Tiffania Westwood (épisode 13)
- Zero no tsukaima ～ Princesse rondo ～ : Tiffania Westwood
- Zero 4 ～ Tsukihami No Kamen ～ (en) : Ruka Minatsuki
- Zettai Junpaku: Mahou Shoujo : Kotone Sasaki
- Kubo Won't Let Me Be Invisible : Yoshie Shiraishi